# بنجامین بریتن
بنجامین بریتن (به انگلیسی: Benjamin Britten) آهنگساز، نوازنده پیانو و رهبر ارکستر بریتانیایی در ۲۲ نوامبر ۱۹۱۳ (میلادی) در لوئستافت به دنیا آمد و در ۴ دسامبر ۱۹۷۶ در الدنبورگ در گذشت.
او الگو و شخصیت برجسته موسیقی کلاسیک بریتانیا در قرن بیستم بود. طیف آثار او بسیار وسیع بود. از آثار اپرا، موسیقی آوازی، کارهایی برای ارکستر و غیره
معروفت‌ترین اثر او شامل اپرای پیتر گریمز سال ۱۹۴۵، بازسازی جنگ سال ۱۹۶۲ و یک اثر دیگر برای ارکستر در سال ۱۹۴۵، می‌باشد.

## زندگی
پدر او دندانپزشک بود. او خیلی زود استعداد خود را در زمینه موسیقی نشان داد.
او در کالج سلطنتی موسیقی لندن شروع به تحصیل کرد و به‌طور خصوصی نیز نزد استاد فرانک بریج آموزش موسیقی می‌دید.
با اجرای یک قطعه کر آکا پلا، در سال ۱۹۳۴ مورد توجه قرار گرفت و در به‌طور بین‌المللی شهرت پیدا کرد.
طی ۲۸ سال آینده او ۱۴ اپرا نوشت و خود را به عنوان یکی از آهنگسازان پیشرو در قرن بیستم جا انداخت.
سایر آثار او شامل قطعات ارکستر برای کرهای بزرگ، تک خوانی و همچنین موزیک متن فیلم می‌باشد. او علاقه زیادی در نوشتن موسیقی برای کودکان داشت.
بریتن یک پیانیست مشهور بود که بسیاری از آثار خود را در کنسرت اجرا کرد یا ضبط کرد. او همچنین آثار دیگران را مانند کنسرت براندنبورگ باخ، سمفونی موتزارت و چند آثار شوبرت و شومن اجرا و ضبط کرد.
او به همراه چند آهنگساز و تولیدکننده، جشنواره سالانه اولدنبورگ را در سال ۱۹۴۸ تأسیس کرد.

## برخی از آثار
- چندین اپرا از آن جمله:

مرگ در ونیز، تجاوز به لوکرسیا، بیلی باد و …
- سرناد برای تنور، هورن و سازهای زهی
- باله شاهزادهٔ پاگودس
- سمفونی ساده
- کنسرتوهایی برای ویلن، ویلنسل و پیانو
- راهنمای ارکستر برای جوانان

## شنیدن آثار
- گفتگوی بی‌بی‌سی با بریتن بایگانی‌شده  در ۲ فوریه ۲۰۰۷ توسط Wayback Machine
- youtube